# Comuna Tîmoșîne, Bilokurakîne
Tîmoșîne (în ucraineană Тимошине) este o comună în raionul Bilokurakîne, regiunea Luhansk, Ucraina, formată din satele Ceabanove, Kuplevate, Novoandriivka, Osîkove și Tîmoșîne (reședința).

## Demografie
Componența lingvistică a comunei Tîmoșîne
     Ucraineană (93,86%)
     Rusă (5,44%)
Conform recensământului din 2001, majoritatea populației comunei Tîmoșîne era vorbitoare de ucraineană (93,86%), existând în minoritate și vorbitori de rusă (5,44%).